# Fortifications de Bergheim
Les fortifications de Bergheim sont un monument historique situé à Bergheim, dans le département français du Haut-Rhin.

## Localisation
Cette construction est située à Bergheim.

## Historique
L'édifice fait l'objet d'un classement au titre des monuments historiques depuis 1948.

## Architecture

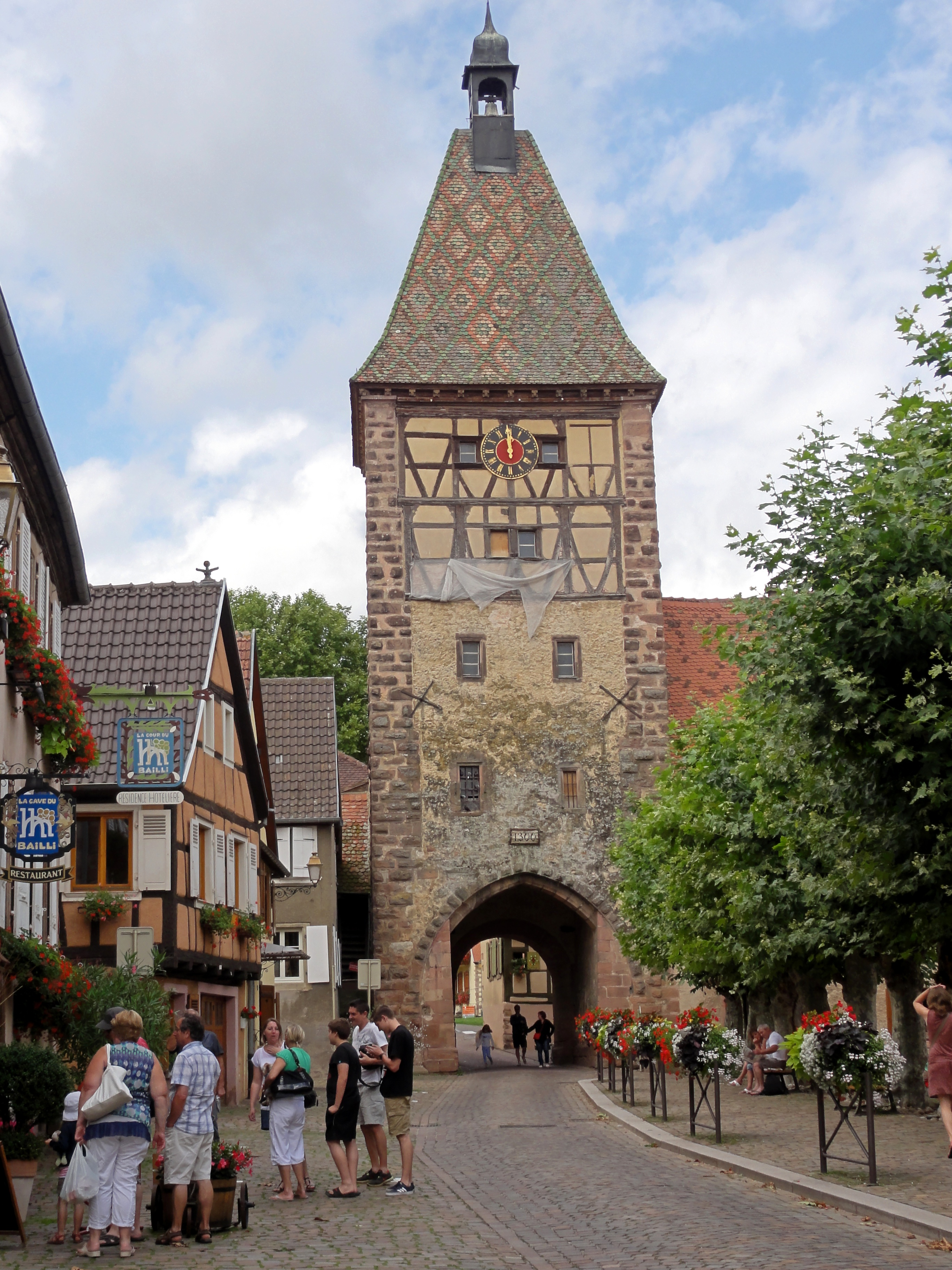
Porte Haute.
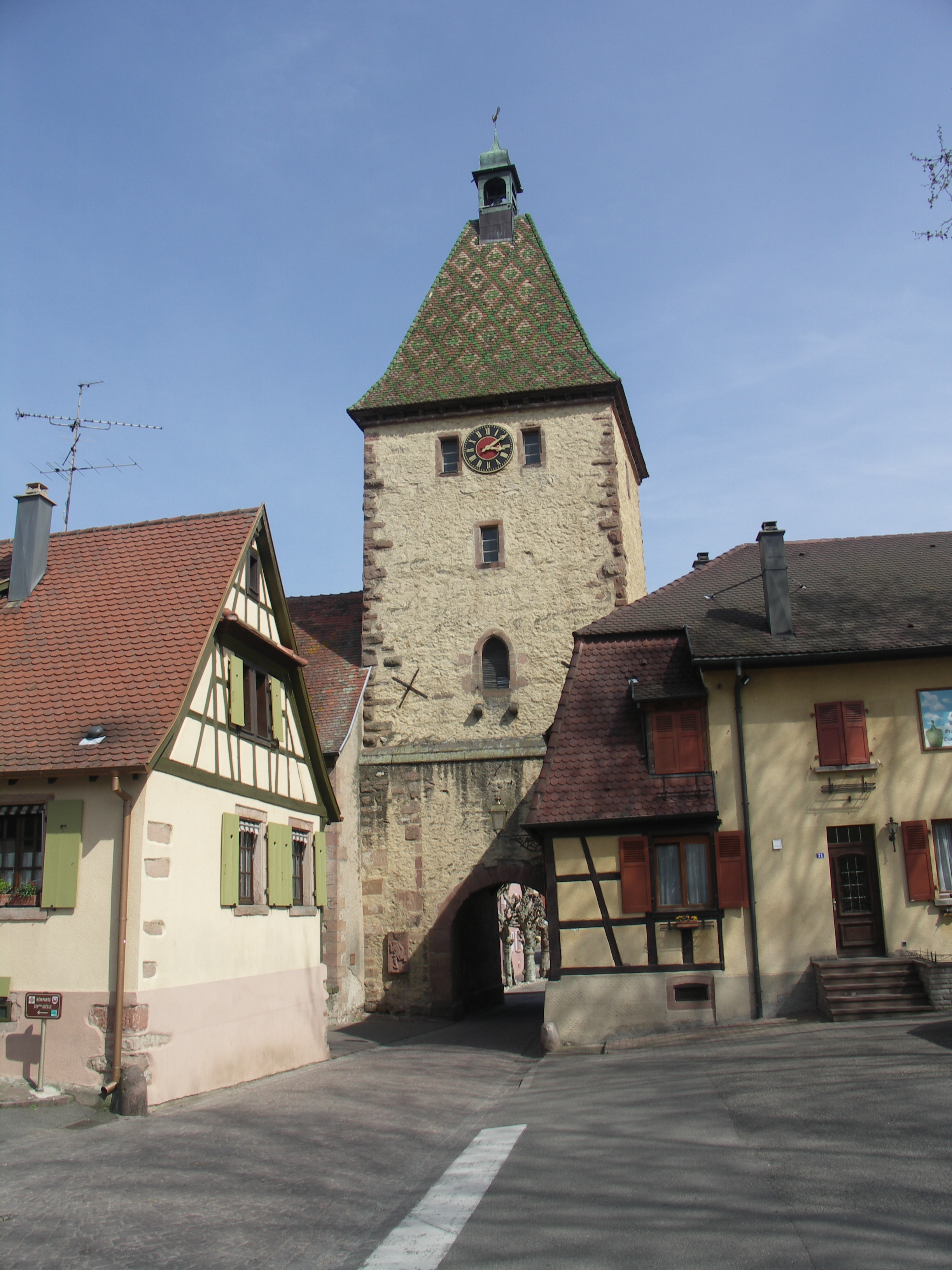
Porte Haute.
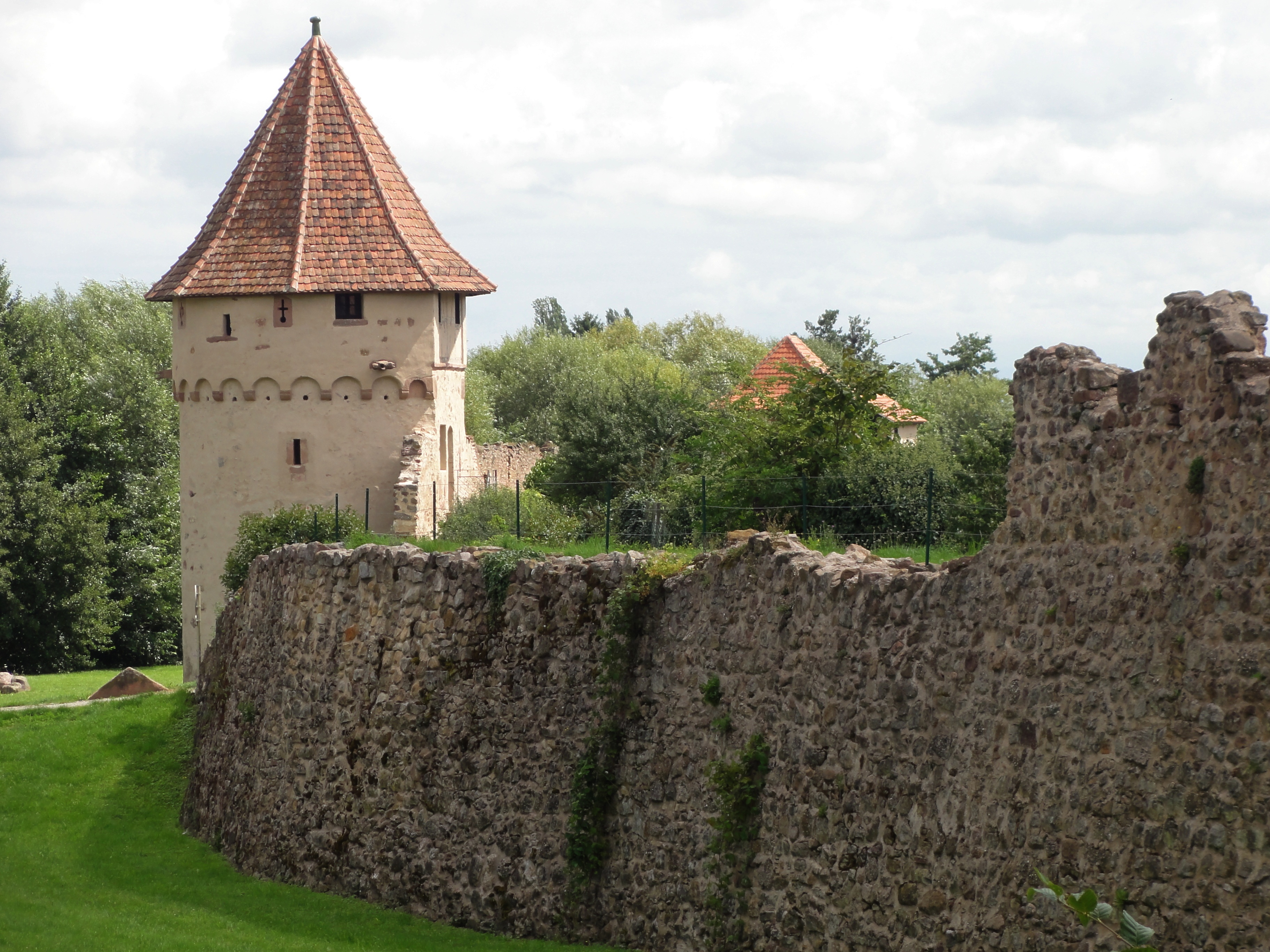
Tour B, ronde, avec corbeaux, arcs et une gargouille.
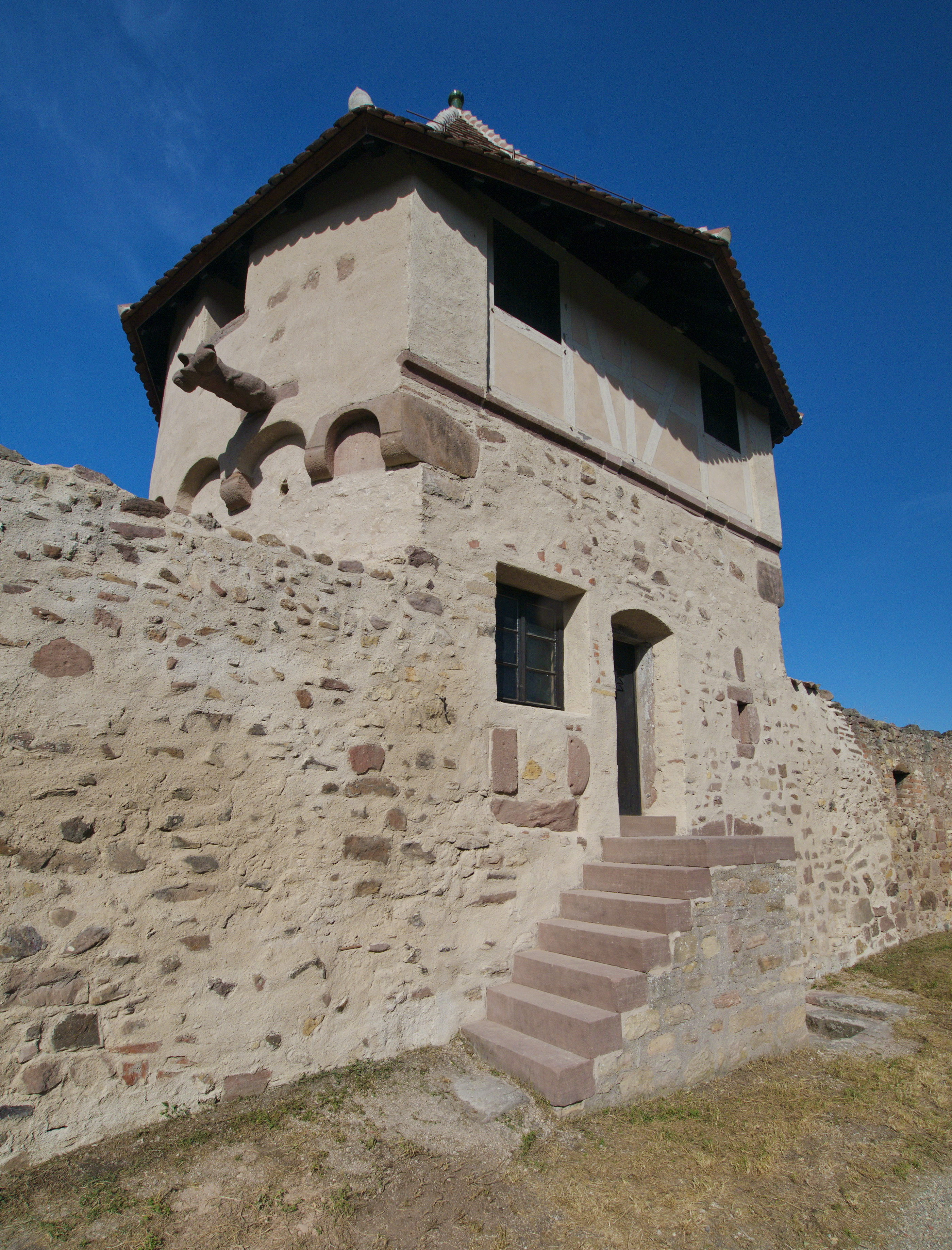
Tour C, ronde avec un étage supérieur en pan de bois "Fahrerturm".
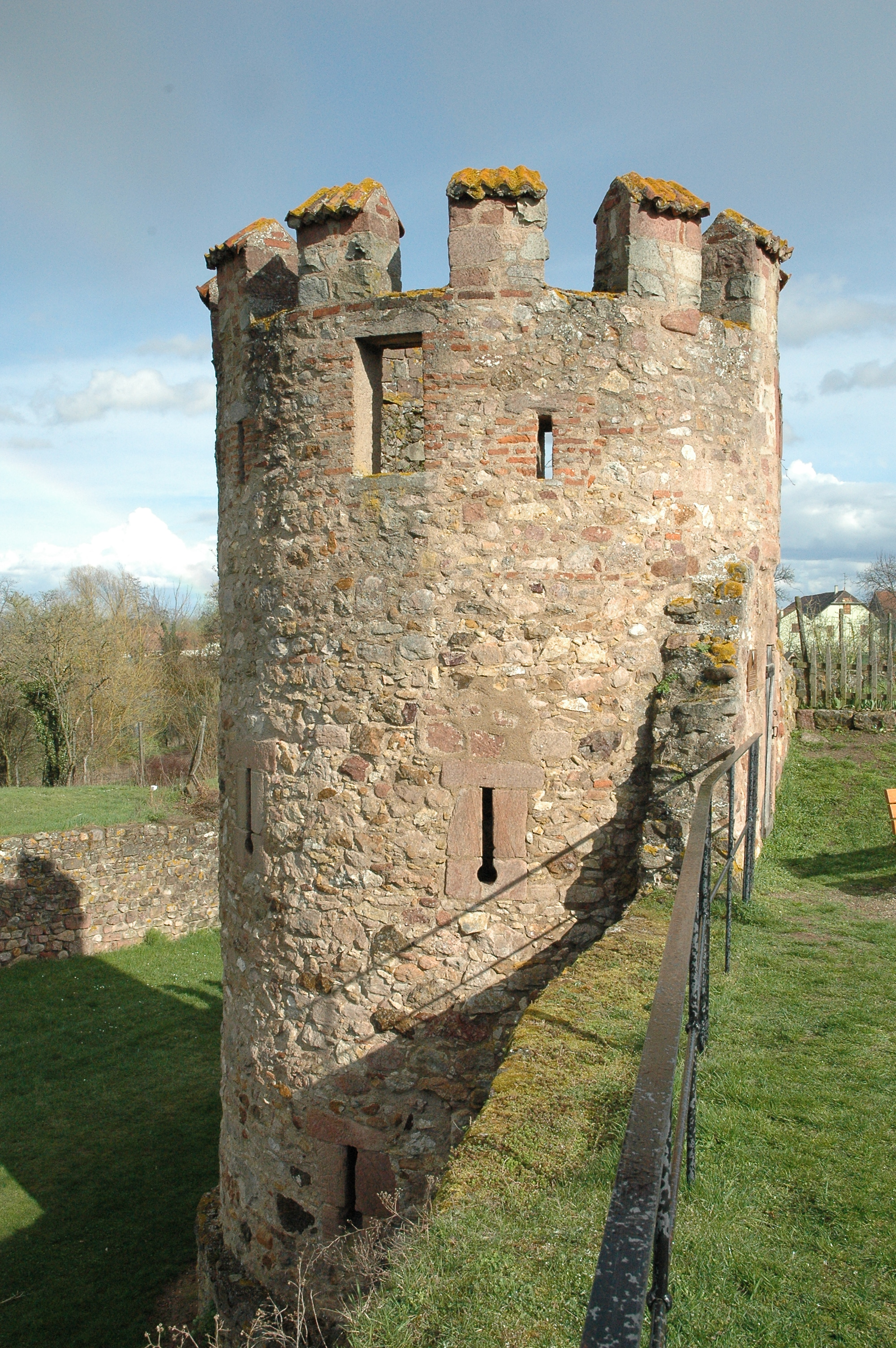
Tour D, ronde crénelée, percée de plusieurs arbalétrières.
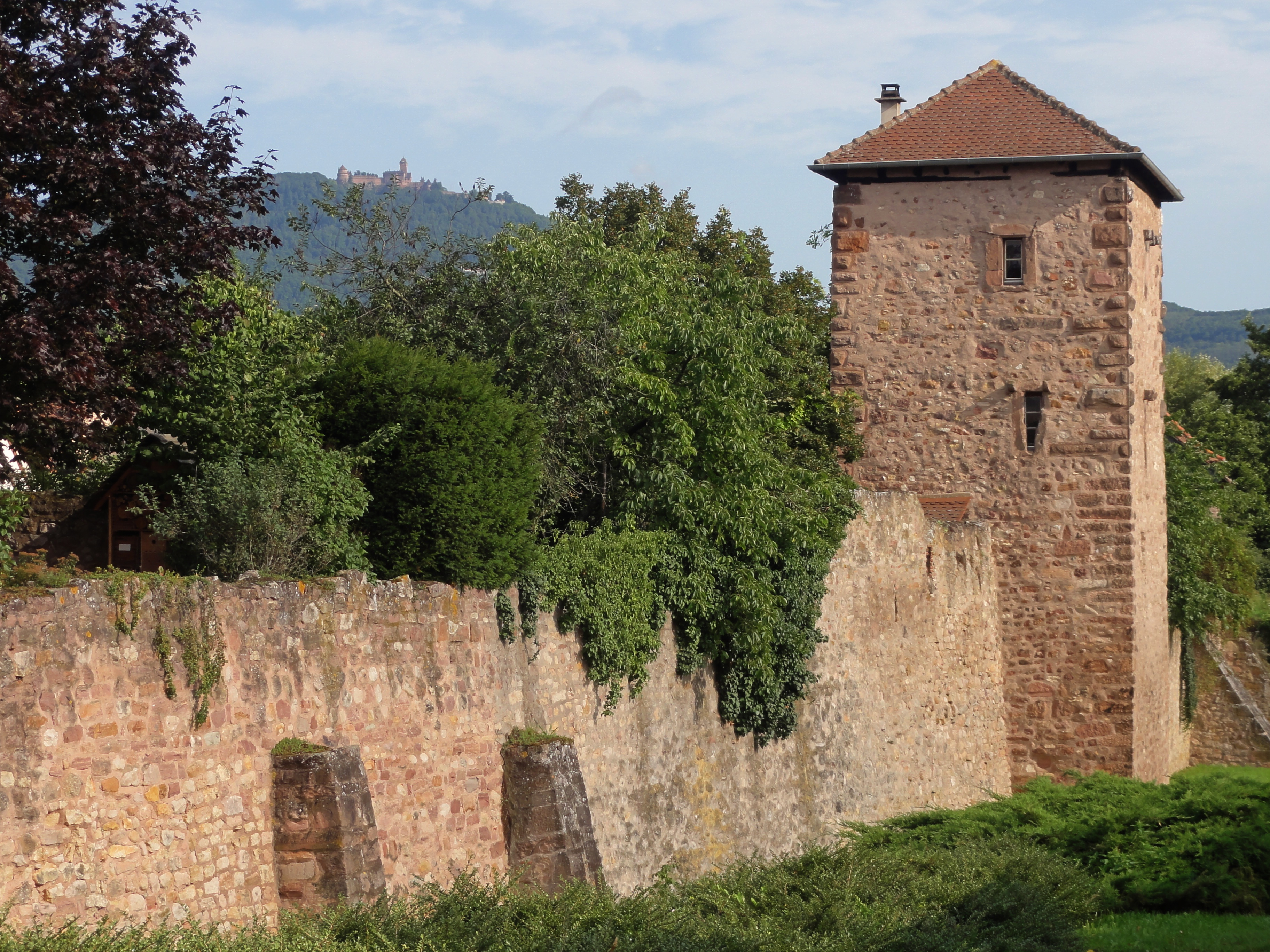
Tour E, rectangulaire, à chaînes avec bossages, vers l'est.
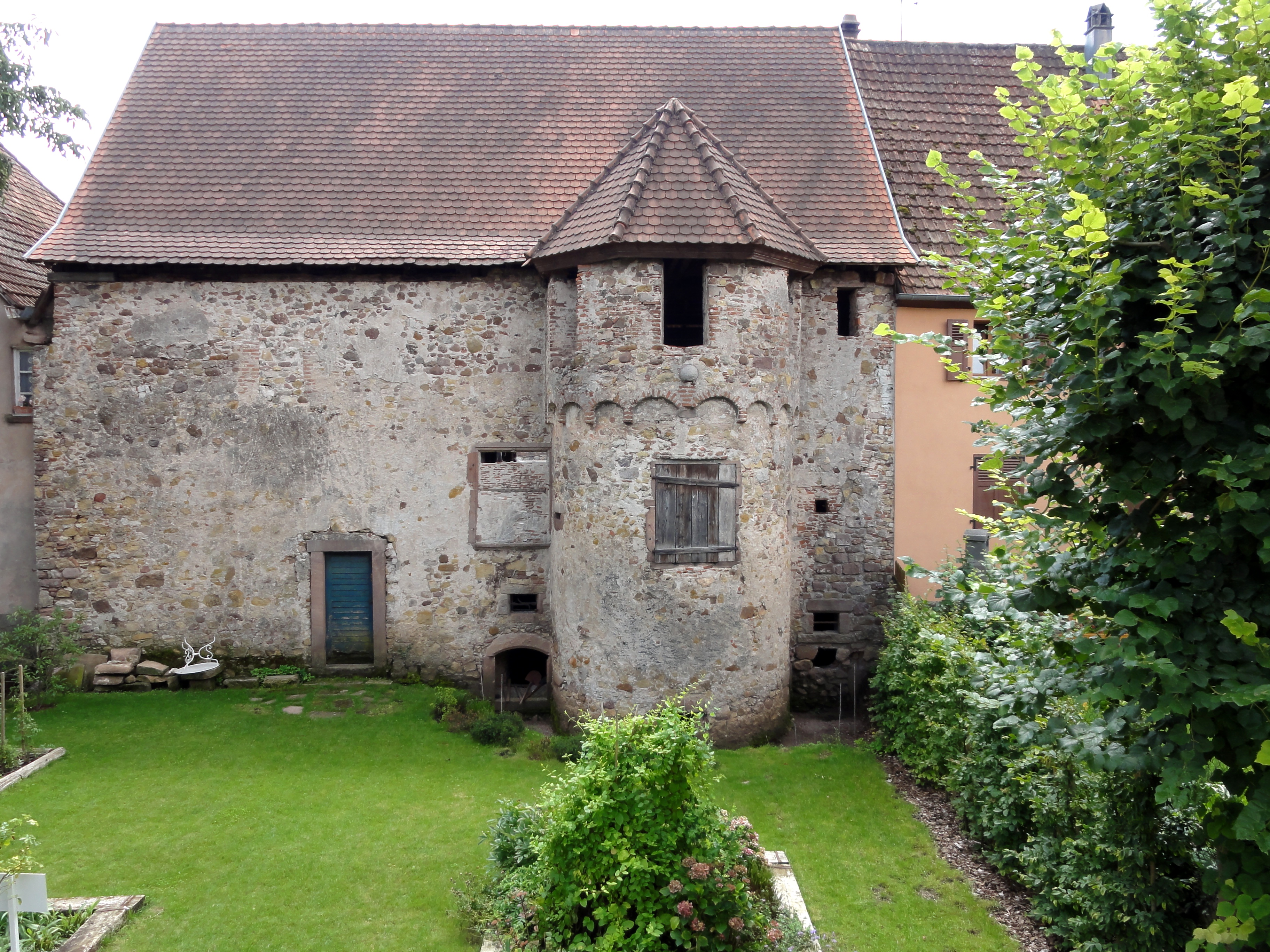
Tour H, sur le mur intérieur nord, au niveau du 28, place du Docteur-Pierre-Walter.
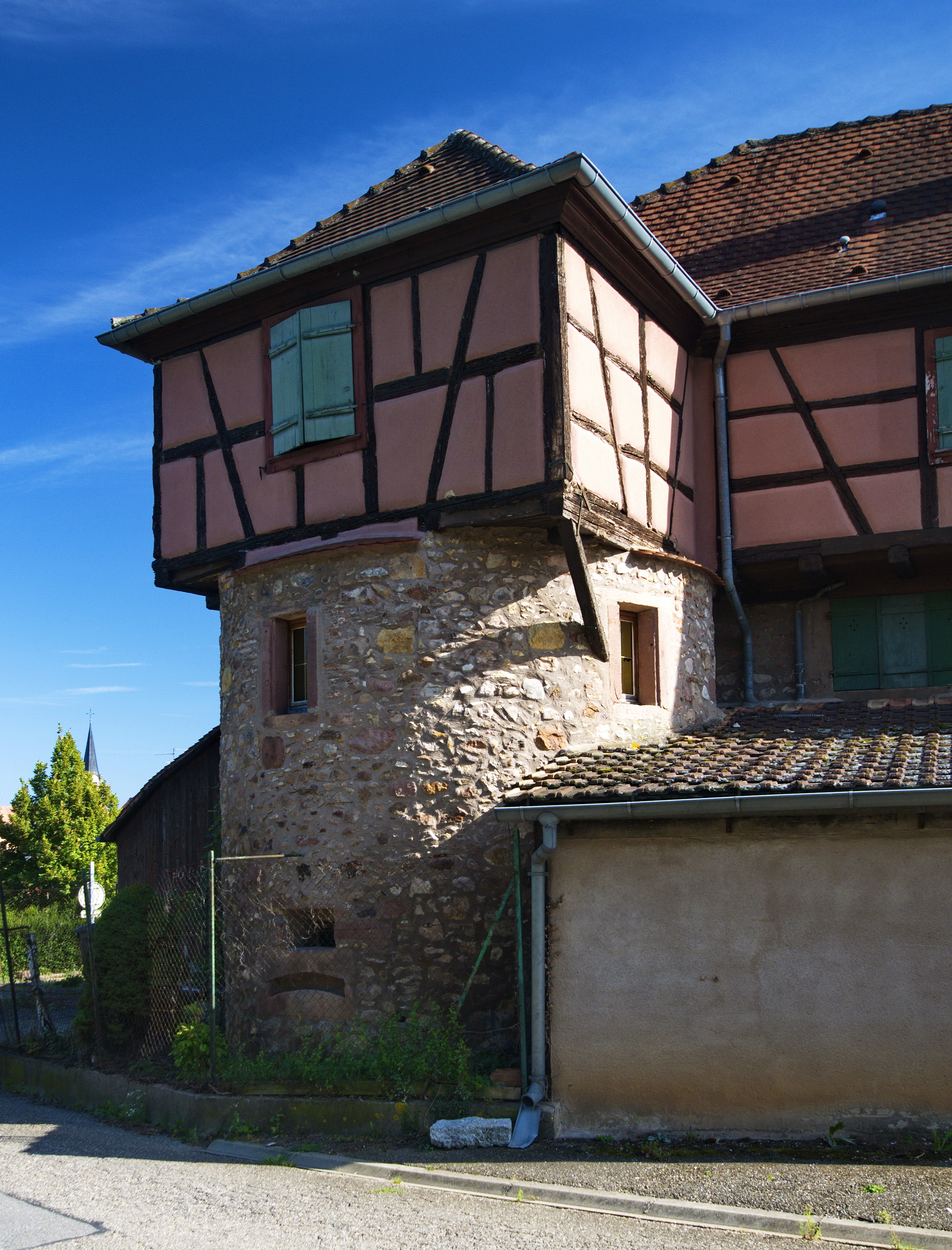
"Deiss-Turm", tour J prise dans le logis 5, rue des Remparts-Nord.